# Menophra nakajimai
Menophra nakajimai là một loài bướm đêm trong họ Geometridae.

## Hình ảnh

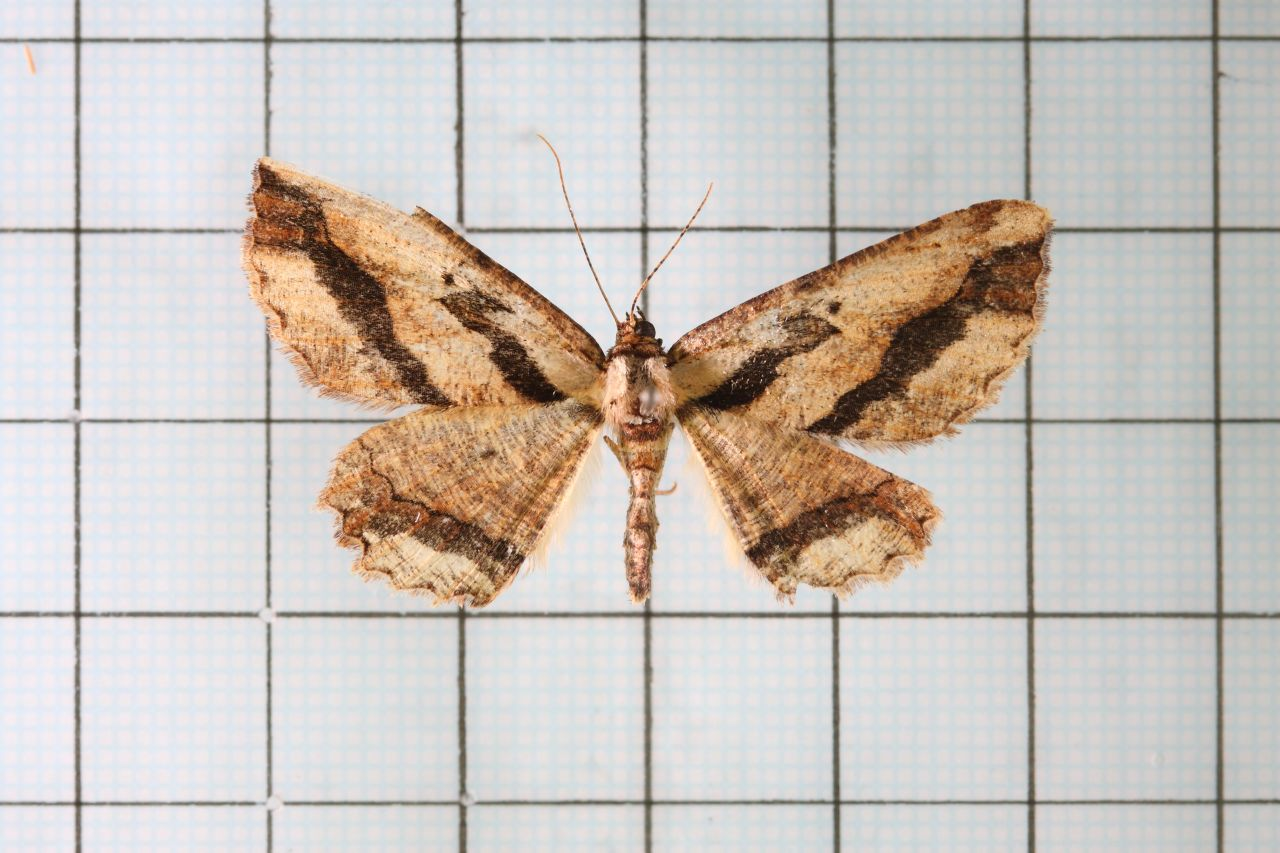
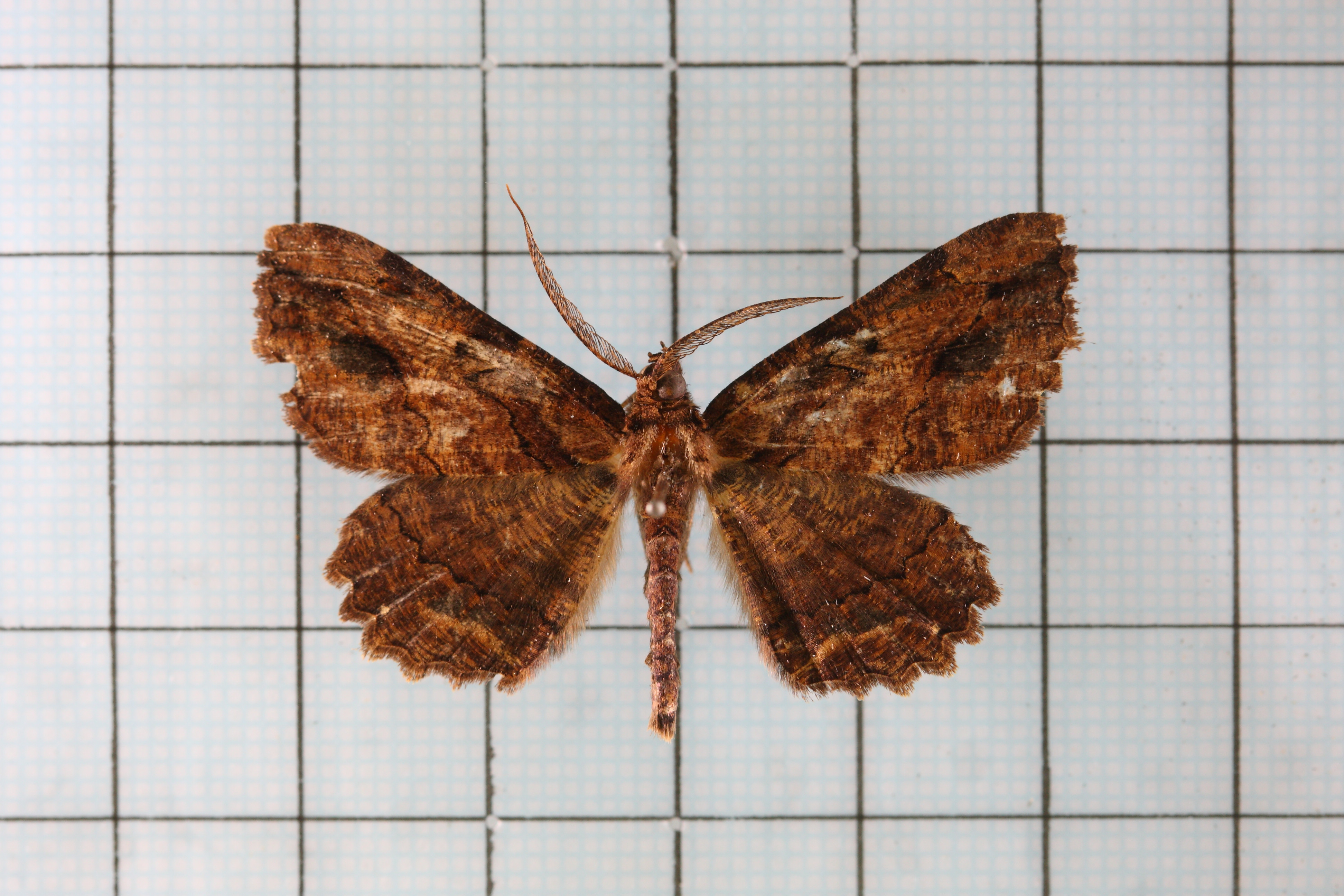